# Ничо Иванов
Ничо Иванов е български биохимик в областта на ветеринарната медицина и университетски преподавател, професор.
След отделянето на Ветеринарно-медицинския факултет от Софийския университет (1948 г.) и създаването на Факултет по зоотехника в новосъздадения Висш институт по ветеринарна медицина и зоотехника, в различни периоди Зоотехническият факултет е имал или обща с Ветеринарния факултет или самостоятелна катедра, ръководена от проф. Ничо Иванов.